# Nậm Păm (sông)
Nậm Păm là phụ lưu cấp 1 ở bờ trái sông Đà, chảy ở huyện Mường La tỉnh Sơn La, Việt Nam .
Nậm Păm dài khoảng 21 km, diện tích lưu vực 118 km² mã sông là "02 02 63 43" . Sông chảy qua thị trấn Ít Ong huyện Mường La. Xã Nậm Păm được đặt tên theo tên sông này.

## Dòng chảy
Nậm Păm bắt nguồn từ hợp lưu nhiều suối ở phần đông bắc xã Nậm Păm, chảy uốn lượn về hướng tây nam rồi nam.
Tại thị trấn Ít Ong nậm Păm tiếp nhận dòng nậm Toong chảy từ xã Pi Toong ở hướng tây bắc đến. Từ điểm hợp lưu là đoạn sông 2 km, đổ vào bờ trái sông Đà.

## Chỉ dẫn
1. ↑  Trong tiếng Tày-Thái "Nậm" đã có nghĩa là nước, sông, suối.